# جاماک گیمایر

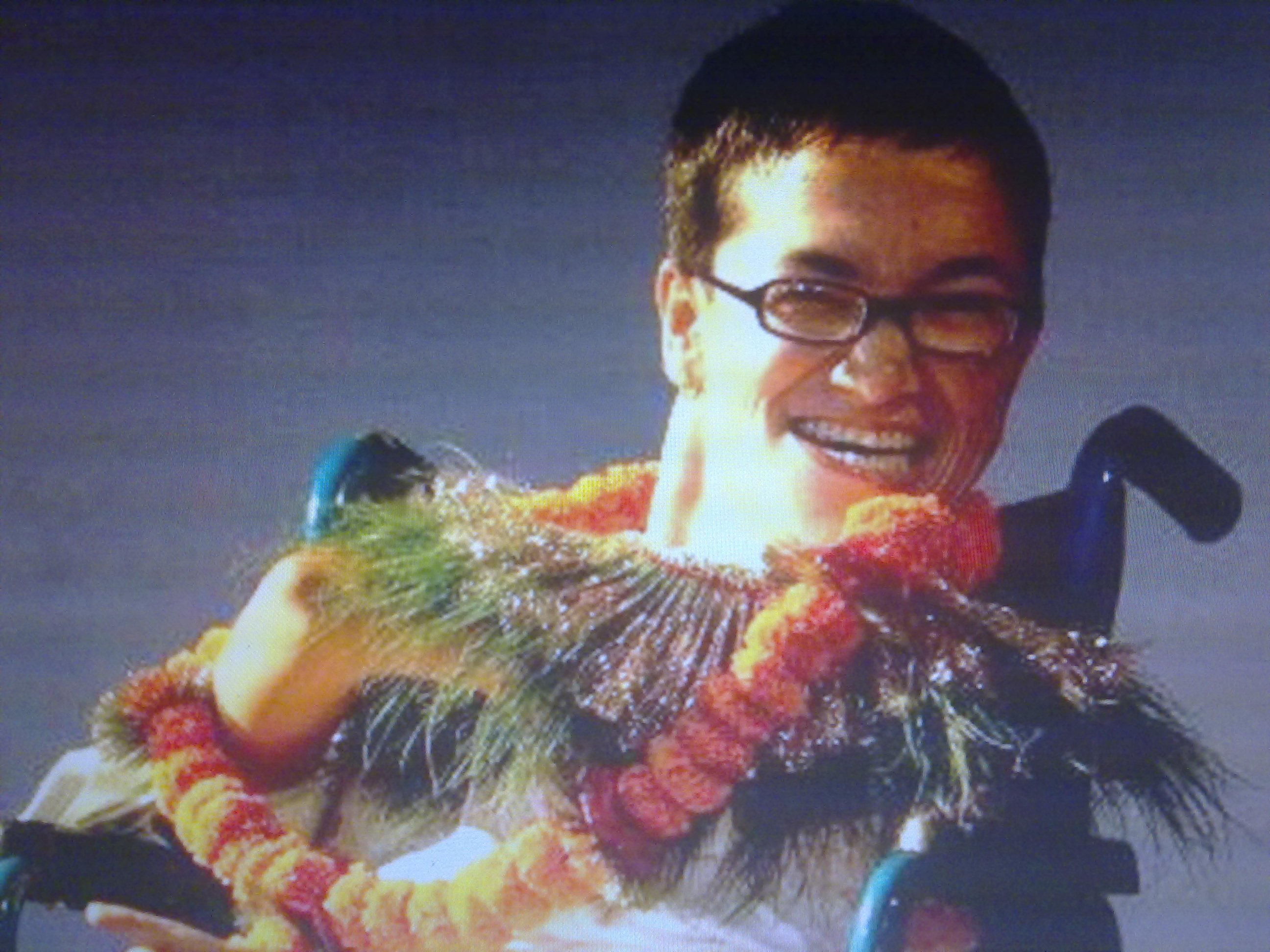
جاماک گیمایر، جایزه مادان پوراسکار

جاماک گیمایر (انگلیسی: Jhamak Ghimire؛ زادهٔ ژوئیه ۱۹۸۰) نویسنده و ستون‌نویس اهل نپال است. او با بیماری فلج مغزی متولد شد و با پای چپ خود می‌نویسد.